# Opava východ
Opava východ je železniční stanice v Opavě na adrese Janská 691/1. Budova nádraží je vedena v seznamu kulturních památek České republiky, v roce 2012 prošla rekonstrukcí a zvítězila v anketě Nejkrásnější nádraží roku.

## Historie

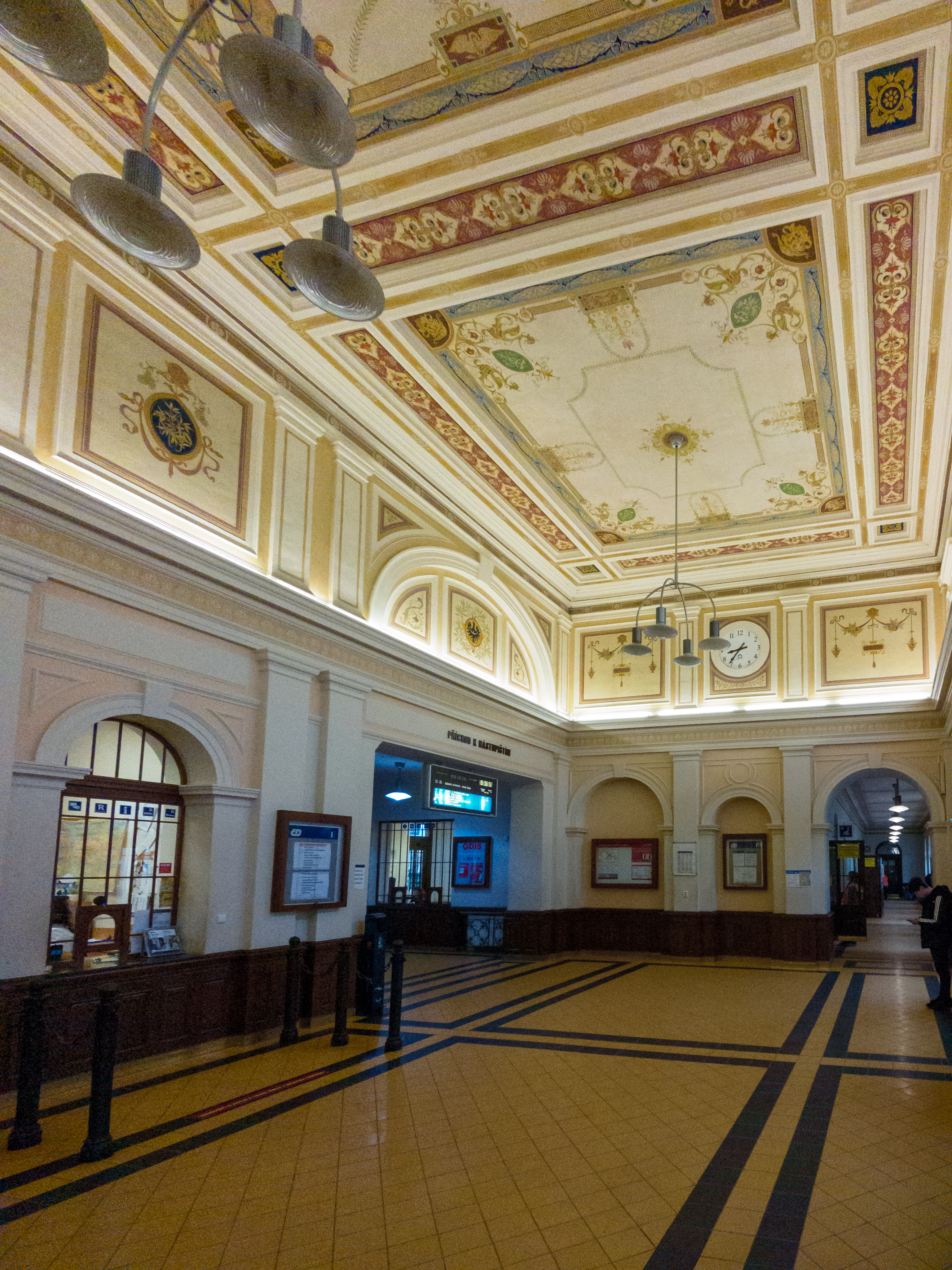
Interiér nádražní budovy (2025)

Nádraží Opava východ bylo postaveno v roce 1851 jako koncová stanice trati ze Svinova (německy Schönbrunn), která byla odbočkou hlavního tahu Severní Ferdinandovy dráhy z Vídně do Krakova. Trať samotná pak byla otevřena roku 1855. V roce 1872 byla dokončena trať do Krnova (přes stanici Opava západ) a  v roce 1892 do Horního Benešova (německy Bennisch). Železniční spojení Opava – Hradec nad Moravicí (německy Grätz) vzniklo roku 1905. Od roku 1928 byly ze stanice Opava východ vedeny vlaky do pruské Ratiboře (přes Kravaře ve Slezsku), a to sunutím soupravy do úvratě na odbočce na z trati Opava východ – Opava západ. Až roce 1933 byla zprovozněna přeložka trati Opava–Ratiboř se zaústěním přímo na východního nádraží.
V letech 2004–2008 proběhla celková rekonstrukce budovy, při které byla obnovena původní výzdoba vestibulu. Mimo jiné v té době proběhla elektrifikace tratě mezi Opavou a Ostravou. V budově má pobočku Česká pošta, sídlí zde lékaři a několik soukromých společností.
Od 15. června 2015 začaly České dráhy vypravovat historicky první přímý vlakový spoj mezi Opavou a Prahou.

## Další doprava
Před nádražím zastavují městské i regionální autobusy (systém ODIS). Také zde zastavují opavské trolejbusy. Trolejbusová trať vede do Kylešovic k jediné opavské vozovně.

## Vlečky
Ze stanice odbočuje několik vleček, na které jsou případně navázány další vlečky.
| Název vlečky                   | Majitel         | Provozovatel          | Napojena do   |
| ------------------------------ | --------------- | --------------------- | ------------- |
| DKV Olomouc, PP Opava          | České dráhy     | České dráhy           | stanice       |
| MODEL OBALY a.s., OPAVA        | MODEL OBALY     | CZ Logistics          | stanice       |
| OSTROJ a.s.                    | OSTROJ          | Slezskomoravská dráha | stanice       |
| BIVOJ a.s. - Opava východ      | BIVOJ           | Slezskomoravská dráha | vlečky OSTROJ |
| LICHNA TRADE CZ s.r.o. - Opava | LICHNA TRADE CZ | Slezskomoravská dráha | vlečky OSTROJ |